# Curculionichthys sagarana
Curculionichthys sagarana é uma espécie de bagre (cascudo) da família Loricariidae nativa do Brasil, onde ocorre na bacia do rio São Francisco e seu afluente, o rio das Velhas.
Atinge 2,4 cm de comprimento.
A espécie foi descrita em 2015 por Fábio Fernandes Roxo, Gabriel Souza da Costa e Silva, Luz E. Orrego e Claudio Oliveira, juntamente com a descrição do gênero Curculionichthys para incluir diversas espécies anteriormente classificadas no gênero Hisonotus.